# Edward Wertheim
Edward Wertheim (ur. 13 października 1887 w Żarkach, zm. 15 stycznia 1939 w Łodzi) – pułkownik lekarz Wojska Polskiego II RP.

## Życiorys
Urodził się w żydowskiej rodzinie Mieczysława i Gustawy z Konów , osiadłej w Kieleckiem, zasłużonej dla Polski – jego pradziad był oficerem w armii Księstwa Warszawskiego, a babka – kurierką w powstaniu styczniowym 1863 roku . Brat, Leopold, prawnik ze Skierniewic, w okresie okupacji członek Judenratu w tym mieście, został w 1942 roku rozstrzelany w getcie warszawskim wraz z synem Aleksandrem, synową Janiną oraz wnukami Bronisławem i Stanisławem.
Studiował na Wydziale Lekarskim Uniwersytetu Jagiellońskiego, w 1914 roku uzyskał dyplom lekarza. Będąc studentem, wstąpił do polskiej paramilitarnej organizacji społeczno-wychowawczej Związek Strzelecki „Strzelec”.
Po wybuchu I wojny światowej, 7 sierpnia 1914 roku wstąpił do 1 pułku piechoty Legionów Polskich, z którym przekroczył granice Królestwa Polskiego. Kampanię legionową odbył jako lekarz w I Brygadzie. Brał udział w walkach karpackich w 1915 roku. 26 maja 1915 roku został mianowany podporucznikiem, a 15 grudnia tego roku – porucznikiem lekarzem. Uczestniczył w bitwie pod Kostiuchnówką. W trakcie odwrotu nad rzekę Stochód, 7 lipca 1916 roku został ranny pod Gródkiem i wzięty do niewoli rosyjskiej. W styczniu 1917 roku, po powrocie z niewoli, został przydzielony do 3 pułku piechoty w Zegrzu i wyznaczony na stanowisko lekarza III batalionu . 
Latem 1917 roku, po kryzysie przysięgowym, został przyjęty do Polskiego Korpusu Posiłkowego . 2 lutego 1918 roku został lekarzem 2 pułku ułanów. 19 lutego został zatrzymany i skierowany do obozu internowania w Taraczköz. 16 lipca, po zwolnieniu z obozu, wstąpił do Polskiej Siły Zbrojnej. 12 października 1918 roku został mianowany kapitanem lekarzem . W listopadzie 1918 roku został przyjęty do Wojska Polskiego i wyznaczony na stanowisko adiutanta szefa Departamentu Sanitarnego Ministerstwa Spraw Wojskowych . Od 28 września 1919 roku był komendantem szpitala polowego nr 107. Na tym stanowisku wziął udział w wojnie z bolszewikami .
Po wojnie był komendantem szpitala wojskowego w Kielcach. W 1928 roku pełnił służbę w Garnizonowej Izbie Chorych w Skierniewicach. 18 lutego 1930 roku został awansowany do stopnia podpułkownika ze starszeństwem z dniem 1 stycznia 1930 roku i 1. lokatą w korpusie oficerów sanitarnych, w grupie lekarzy. 26 marca 1931 roku został przeniesiony z 26 pułku artylerii lekkiej do 18 pułku piechoty na stanowisko starszego lekarza z równoczesnym pełnieniem obowiązków komendanta Garnizonowej Izby Chorych Skierniewice. Z dniem 1 lipca 1932 roku został przeniesiony do 6 Szpitala Okręgowego im. Jana III we Lwowie na stanowisko pomocnika komendanta. 7 czerwca 1934 roku został przeniesiony do 4 Szpitala Okręgowego w Łodzi na stanowisko komendanta. Był jednym z inicjatorów budowy nowego gmachu 4 Szpitala Okręgowego przy ul. Żeromskiego 113. 23 listopada 1935 roku został wyznaczony na stanowisko szefa sanitarnego Okręgu Korpusu Nr IV w Łodzi. Na stopień pułkownika został awansowany ze starszeństwem z dniem 1 stycznia 1936 roku i 1. lokatą w korpusie oficerów sanitarnych (od 1937 roku – korpus oficerów zdrowia, grupa lekarzy). Działacz społeczny, w latach 1935–1938 był wiceprezesem Oddziału Łódzkiego PCK. Był także członkiem Związku Żydów Uczestników Walk o Niepodległość Polski i komendantem Oddziału w Łodzi Koła 3 pułku piechoty Legionów Polskich .
Mieszkał przy ul. Gdańskiej 46. Do końca życia gromadził materiały dotyczące udziału Żydów w walce o niepodległość Polski, ale nie napisał żadnej publikacji monograficznej na ten temat. Pisał pamiętniki, niewydane drukiem.
Zmarł 15 stycznia 1939 roku. Został pochowany na cmentarzu garnizonowym na Dołach .

## Ordery i odznaczenia
- Krzyż Niepodległości (16 września 1931)[19]
- Krzyż Walecznych (czterokrotnie) „za czyny męstwa i odwagi wykazane w bojach toczonych w latach 1918–1921”
- Złoty Krzyż Zasługi (dwukrotnie: 10 listopada 1928[20], 18 lutego 1939[21])
- Odznaka 18 Pułku Piechoty[22]
- Medal Zwycięstwa („Médaille Interalliée”)

## Upamiętnienie
Na cmentarzu wojskowym w Łodzi 21 września 2017 roku odsłonięta została tablica pamiątkowa poświęcona płk. Edwardowi Wertheim.